# Lomographa albipuncta
Lomographa albipuncta là một loài bướm đêm trong họ Geometridae.